# 城西大学の人物一覧
城西大学の人物一覧（じょうさいだいがくのじんぶついちらん）は、城西大学に関係する人物の一覧記事。

## 著名な教職員

### 現代政策学部
- 倉成正和 - 社会システム経済学科特任教授、情報通信政策
- 塚越健司 - 社会システム経済学科、情報社会学
- 淵田仁 - 社会システム経済学科准教授、19世紀フランス思想

### 経済学部
- 竹村敏彦 - 経済学科教授、産業組織論・行動経済学

### 経営学部
- 伊関友伸 - マネジメント総合学科教授、公共政策
- 菊澤研宗 - マネジメント総合学科、経営学
- 平塚潤 - マネジメント総合学科准教授、陸上部総監督、前男子駅伝部初代監督、前エスビー食品選手
- 櫛部静二 - マネジメント総合学科准教授、男子駅伝部監督
- 千葉佳裕 - マネジメント総合学科准教授、陸上競技
- 東海林毅 - マネジメント総合学科、サッカー部監督

## 元教職員
- 水田三喜男 - 城西大学創立者(1905年4月13日 - 1976年12月22日）、初代自由民主党政務調査会会長
- 水田宗子 - 学校法人城西大学元理事長(1937年8月19日 - ）、日本の比較文学者、詩人
- 木村浩- (1932年11月14日 - 2015年11月1日）、日本の教育学者、城西大学名誉教授、元国立教育研究所主任研究官・研究室長
- 霧島和孝 - 城西大学現代政策学部社会経済システム学科教授
- 寺崎哲也 - 城西大学大学院薬学研究科特任教授、東北大学ディスティングイッシュトプロフェッサー
- 土江寛裕 - 城西大学経営学部マネジメント総合学科助教を経て東洋大学法学部教授、陸上競技部監督、桐生祥秀を指導、アテネオリンピック日本代表
- 佐々木吉郎 (経営学者) - 城西大学経済学部初代学部長、明治大学総長、札幌大学初代学長を歴任
- 南亮進　-　城西大学客員教授、一橋大学名誉教授
- 中田易直　-　城西大学元招聘教授・元客員教授、中央大学名誉教授
- 杉原誠四郎　-　城西大学教授等を経て帝京平成大学教授、新しい歴史教科書をつくる会副会長、教育学者
- 永積洋子　-　城西大学元教授、東京大学名誉教授、現在東洋文庫研究員
- 土屋喬雄　-　城西大学元教授、東京大学名誉教授
- 畑尻剛　-　城西大学教授を経て中央大学法科大学院教授、憲法学者
- 横山彰　-　城西大学教授を経て中央大学教授、経済学者
- 西澤宗英　-　城西大学助教授を経て青山学院大学教授、日本の法学者、弁護士

## OB・OG

### 大学教員・研究者
- 小出裕之 - 静岡県立大学薬学部准教授
- 清水公一 - 元城西大学大学院経営学研究科/経営学部教授、日本屋外広告フォーラム会長、「7Cs COMPASS MODEL」を策定、第一期生、第2代同窓会長
- 高澤等 - 家紋研究家、日本家紋研究会会長（中退）

### 政界
- 中沢公彦 - 静岡県議会議員、自民党、作家・コラムニストとして20作以上を出版。1991年経済学部卒。
- 伊澤史夫 - 元千葉県白井市長

### 経済界
- 竹中一博 - 日本の経営者、バンダイ代表取締役社長、経済学部卒
- 田中正人 - 日本の経営者、㈱大黒屋代表取締役、高田ターミナルホテル経営、全日本シティーホテル連盟甲信越支部支部長、経済学部経営学科卒
- 高井建郎 - 日本の経営者、日本シイエムケイ代表取締役社長　執行役員会議長、1976年理学部卒
- 中西聖 - 日本の経営者、プロパティエージェント創業者・代表取締役社長、山本モナの夫
- 矢都木二郎 - 日本の経営者、麺屋武蔵代表取締役社長

### 文学
- 川上稔 - ライトノベル作家、ゲームクリエイター
- 浅美裕子 - 漫画家
- 関朝之 - ノンフィクションライター、医学ジャーナリスト協会会員、日本旅行作家協会会員、日本旅のペンクラブ会員
- 逢空万太 - 小説家

### 芸術
- 川上アキラ - (スターダストプロモーション執行役員、ももいろクローバーZのプロデューサー
- 来生たかお - 作曲家（中退）
- 蓜島邦明 - 作詞家、作曲家、編曲家
- 松田浩二 - イラストレーター、ゲームデザイナー
- 石切山英詔 - ゲームプロデューサー、ジグノシステムジャパン・システムエンジニアリング部部長兼ユナイテッドワールドミュージック代表取締役社長

### アナウンサー
- 吉岡秀樹 - 山梨放送

### 芸能
- 伊藤克信 - タレント
- 三田りょう - 歌手
- 朝川ひろこ - シンガー
- 舟木幸 - 女優
- 牧野裕夢 - 俳優
- 古今亭志ん丸 (3代目) - 落語家、城西大学落語研究会出身
- 原裕士 - 歌手、CD『なないろ』、経営学部卒
- そいそ～す - 芸人

### スポーツ

#### 空手道
- 添野義二 - 士道館館長-、元・極真会館埼玉支部長
- 高木薫 - 極真会館北海道支部長
- 花澤明 - 国際総武館空手道連盟総武館館長、MA日本キックボクシング連盟花澤ジム会長・同連盟副理事長、元・極真会館所属
- 三浦美幸 - 国際空手道三浦道場師範、元・極真会館シカゴ支部長
- 吉岡幸男 - 空手家、元・極真会館所属

#### プロレス
- 大森隆男
- GENTARO（高橋元太郎）（中退）

#### 野球
- 阿南徹 - 元読売ジャイアンツ
- 礒恒之 - 元千葉ロッテマリーンズ
- 稲葉大樹 - BCL・新潟アルビレックス・ベースボール・クラブ
- 小山田保裕 - 元横浜ベイスターズ
- 川井貴志 - 元東北楽天ゴールデンイーグルス
- 小原沢重頼 - 元読売ジャイアンツ、千葉ロッテマリーンズ、城西大学硬式野球部監督
- 白鳥正樹 - 元千葉ロッテマリーンズ
- 竹原直隆 - 元埼玉西武ライオンズ
- 代田建紀 - 元千葉ロッテマリーンズ
- 中山慎也 - 元オリックス・バファローズ
- 西山道隆 - 元福岡ソフトバンクホークス
- 比屋根渉 - 元東京ヤクルトスワローズ
- 本柳和也 - 元オリックス・バファローズ
- 渡辺直人 - 元東北楽天ゴールデンイーグルス
- 青山眞也 - 元JR東海硬式野球部監督・選手、高校野球解説者

#### 陸上競技
- 赤羽有紀子 - （長距離走・マラソン）選手、北京オリンピック5000m・10000m代表、ママさんランナー
- 国近友昭　-　マラソン選手、2004年アテネオリンピック男子マラソン代表
- 酒井優衣　-　城西大学女子駅伝部・第87回関東学生陸上競技対校選手権大会5000m決勝1位、10000m決勝1位
- 高橋優太 - 城西大学男子駅伝部・全日本大学駅伝1区区間賞、箱根予選会単独2位、箱根駅伝出場
- 村山紘太    -  城西大学男子駅伝部・アジア大会5000m5位入賞、箱根駅伝予選会日本記録保持者、リオデジャネイロオリンピック10000m代表
- 福居紗希 - 長距離選手。2017年夏季ユニバーシアードハーフマラソン金メダル
- 山口浩勢 - 東京オリンピック3000mSC代表
- 山本唯翔-箱根駅伝5区2年連続区間新記録、2023年夏季ユニバーシアード10000m銅メダル

#### 他のスポーツ
- 鈴木亜久里 - スーパーアグリカンパニー代表取締役社長（元F1レースドライバー）（中退）
- 田代恭崇 - 元自転車プロロードレーサー、2004年アテネオリンピック日本代表
- 東城穣 - サッカー国際主審（プロフェッショナルレフェリー）
- 片倉誠也 - サッカー選手
- ンドカ・チャールス - サッカー選手